# راده بای رندسبورگ
راده بای رندسبورگ (به آلمانی: Rade b. Rendsburg) یک شهر در آلمان است که در رندسبورگ-اکرنفورده واقع شده‌است. راده بای رندسبورگ ۲۴۲ نفر جمعیت دارد.